# Monitor a colori Apple
Il primo monitor a colori prodotto da Apple venne presentato nel 1983, ed era un adattamento di uno schermo di una televisione. I monitor successivi prodotti da Apple erano progettati specificatamente per l'utilizzo con un computer e quindi erano dotati di una qualità visiva decisamente migliore del primo monitor.
Nel corso degli anni Apple ha realizzato diversi monitor, alcuni anche di grandi dimensioni. Questi ultimi erano dedicati agli utilizzatori professionali che si occupano di editoria elettronica o di grafica a livello professionale o semi professionale.